# Oreogrammitis glabrata
Oreogrammitis glabrata är en stensöteväxtart som först beskrevs av Garth Brownlie och fick sitt nu gällande namn av Barbara S. Parris.
Oreogrammitis glabrata ingår i släktet Oreogrammitis och familjen Polypodiaceae. Inga underarter finns listade i Catalogue of Life.